# Растресено гледање кроз прозор
„Растресено гледање кроз прозор” је хрватски кратки филм из 1993. године. Режирала га је Влатка Воркапић која је написала и сценарио по делу Франца Кафке.

## Улоге
| Глумац                    | Улога |
| ------------------------- | ----- |
| Катарина Бистровић Дарваш |       |
| Зоран Чубрило             |       |
| Бранка Цвитковић          |       |
| Наташа Дорчић             |       |
| Данко Љуштина             |       |
| Јадранка Матковић         |       |
| Бранко Менићанин          |       |
| Луција Шербеџија          |       |